# Хамон III д’Але
Хамон III (фр. Hamon III; умер около 1084) — третий виконт д’Але и де Пудувр, представитель дома де Динан, сын виконта д’Але Хамона II.

## Биография
Хамон III стал виконтом д’Але и де Пудувр после смерти отца Хамона II. Старший брат Хамона Меен был епископом Ренна с 1040 года до своей смерти в 1076 году. Хамон имел одного известного сына Эрве, однако неизвестно, стал ли он виконтом д’Але и де Пудувр после смерти Хамона III в 1084 году. Со смертью Эрве эта ветвь дома де Динан прекратилась.

## Брак и дети
Жена: Неизвестно. Дети:
- Эрве (ум. после 1119), виконт д’Але и де Пудувр